# Collegio elettorale di Pavia (Senato della Repubblica)
Il collegio di Pavia fu un collegio elettorale uninominale della Repubblica Italiana appartenente alla Circoscrizione Lombardia; fu utilizzato per eleggere un senatore della Repubblica dalla I alla XIV legislatura, sebbene con forme diverse e sistemi elettorali diversi.

## Storia
Il collegio venne creato nel 1948 secondo la legge n. 29 del 6 febbraio 1948 la quale, pur basandosi sull'impianto proporzionale in vigore per la Camera, rispetto a quest'ultima conteneva alcuni piccoli correttivi in senso maggioritario. Tale legge ebbe il suo definitivo perfezionamento col Testo Unico n. 361 del 1957. Differentemente dalla Camera, la legge elettorale del Senato si articolava su base regionale, seguendo il dettato costituzionale (art.57). Ogni Regione era suddivisa in tanti collegi uninominali quanti erano i seggi ad essa assegnati. All'interno di ciascun collegio, veniva eletto il candidato che avesse raggiunto il quorum del 65% delle preferenze: tale soglia, oggettivamente di difficilissimo conseguimento, tradiva l'impianto proporzionale su cui era concepito anche il sistema elettorale della Camera Alta. Qualora, come normalmente avveniva, nessun candidato avesse conseguito l'elezione, i voti di tutti i candidati venivano raggruppati in liste di partito a livello regionale, dove i seggi venivano allocati utilizzando il metodo D'Hondt delle maggiori medie statistiche e quindi, all'interno di ciascuna lista, venivano dichiarati eletti i candidati con le migliori percentuali di preferenza.
Nel 1993, con la cosiddetta Legge Mattarella (Legge n. 276, Norme per l'elezione del Senato della Repubblica), attuata in seguito al referendum abrogativo del 1993, venne istituito per la Camera dei deputati e per il Senato della Repubblica un sistema di elezione misto, in parte maggioritario e in parte proporzionale. Il 75% dei parlamentari dell'assemblea veniva eletto in collegi uninominali tramite sistema maggioritario a turno unico; il restante 25% al Senato veniva eletto tramite recupero proporzionale dei più votati non eletti attraverso un meccanismo di calcolo denominato "scorporo", cioè sottraendo dal conteggio dei voti totali di una lista nella parte proporzionale i voti ottenuti dai candidati collegati alla medesima lista che erano eletti nei collegi uninominali con il sistema maggioritario.
Il collegio venne abolito insieme a tutti gli altri che costituivano il Senato con la promulgazione della legge elettorale successiva, la cosiddetta Legge Calderoli. Questa prevedeva un sistema proporzionale con premio di maggioranza, che al Senato veniva attribuito a livello regionale.

## 1948-1993

### Territorio
Il collegio di Pavia era uno dei 31 collegi uninominali in cui era suddivisa la Lombardia; era compreso nelle province di Milano e di Pavia e comprendeva i seguenti comuni: Albuzzano, Badia Pavese, Bascapè, Battuda, Belgioioso, Bereguardo, Binasco, Bornasco, Carbonara al Ticino, Casarile, Casorate Primo, Cava Manara, Certosa di Pavia, Chignolo Po, Copiano, Corteolona, Costa de' Nobili, Filighera, Cura Carpignano, Genzone, Gerenzago, Giussago, Gropello Cairoli, Inverno e Monteleone, Lacchiarella, Landriano, Lardirago, Linarolo, Magherno, Marcignago, Marzano, Miradolo Terme, Monticelli Pavese, Pavia, Pieve Porto Morone, Rognano, Roncaro, San Genesio ed Uniti, San Martino Siccomario, Santa Cristina e Bissone, Siziano, San Zenone al Po, Sommo, Spessa, Torre d'Isola, Torrevecchia Pia, Travacò Siccomario, Trivolzio, Trovo, Valle Salimbene, Vellezzo Bellini, Vidigulfo, Villanova d'Ardenghi, Villanterio, Vistarino, Zerbo, Zerbolò e Zinasco.

### Dati elettorali

#### I legislatura
|                                                                                | Italo Sinforiani ✔️ Eletto | Fronte Democratico Popolare                      | 45 407  | 43,38 |  |  |  |  |  |
|                                                                                | Antonio Pensa              | Democrazia Cristiana                             | 44 167  | 42,20 |  |  |  |  |  |
|                                                                                | Cornelio Fietta            | Unità Socialista - Partito Repubblicano Italiano | 13 059  | 12,48 |  |  |  |  |  |
|                                                                                | Oreste Locatelli           | Blocco Nazionale                                 | 2 040   | 1,95  |  |  |  |  |  |
| Totale                                                                         | Totale                     | Totale                                           | 104 673 | 100   |  |  |  |  |  |
|                                                                                |                            |                                                  |         |       |  |  |  |  |  |
| Voti non validi                                                                | Voti non validi            | Voti non validi                                  | 4 831   | 4,41  |  |  |  |  |  |
| Votanti                                                                        | Votanti                    | Votanti                                          | 109 504 | 96,39 |  |  |  |  |  |
| Elettori                                                                       | Elettori                   | Elettori                                         | 113 609 |       |  |  |  |  |  |
|                                                                                |                            |                                                  |         |       |  |  |  |  |  |
| Nota: quorum del 65% non raggiunto; ripartizione dei seggi a livello regionale |                            |                                                  |         |       |  |  |  |  |  |
| Data: 18 aprile 1948                                                           |                            |                                                  |         |       |  |  |  |  |  |
| Fonte: Ministero dell'interno                                                  |                            |                                                  |         |       |  |  |  |  |  |

#### II legislatura
|                                                                                | Francesco Capella         | Democrazia Cristiana                    | 40 328  | 36,62 |  |  |  |  |  |
|                                                                                | Giovanni Farina ✔️ Eletto | Partito Comunista Italiano              | 29 334  | 26,63 |  |  |  |  |  |
|                                                                                | Alcide Malagugini         | Partito Socialista Italiano             | 19 925  | 18,09 |  |  |  |  |  |
|                                                                                | Emilio Canevari           | Partito Socialista Democratico Italiano | 6 521   | 5,92  |  |  |  |  |  |
|                                                                                | Giuseppe Radlinski        | Partito Nazionale Monarchico            | 5 770   | 5,24  |  |  |  |  |  |
|                                                                                | Pietro Giuseppe Vaccaro   | Partito Liberale Italiano               | 2 837   | 2,58  |  |  |  |  |  |
|                                                                                | Luigi Carlo Pollacci      | Movimento Sociale Italiano              | 2 364   | 2,15  |  |  |  |  |  |
|                                                                                | Ferruccio Parri           | Unità Popolare                          | 1 280   | 1,16  |  |  |  |  |  |
|                                                                                | Gallo Gallina             | Partito Repubblicano Italiano           | 1 248   | 1,13  |  |  |  |  |  |
|                                                                                | Pietro Della Giusta       | Alleanza Democratica Nazionale          | 532     | 0,48  |  |  |  |  |  |
| Totale                                                                         | Totale                    | Totale                                  | 110 139 | 100   |  |  |  |  |  |
|                                                                                |                           |                                         |         |       |  |  |  |  |  |
| Voti non validi                                                                | Voti non validi           | Voti non validi                         | 5 316   | 4,60  |  |  |  |  |  |
| Votanti                                                                        | Votanti                   | Votanti                                 | 115 455 | 97,23 |  |  |  |  |  |
| Elettori                                                                       | Elettori                  | Elettori                                | 118 740 |       |  |  |  |  |  |
|                                                                                |                           |                                         |         |       |  |  |  |  |  |
| Nota: quorum del 65% non raggiunto; ripartizione dei seggi a livello regionale |                           |                                         |         |       |  |  |  |  |  |
| Data: 7 giugno 1953                                                            |                           |                                         |         |       |  |  |  |  |  |
| Fonte: Ministero dell'interno                                                  |                           |                                         |         |       |  |  |  |  |  |

#### III legislatura
|                                                                                | Giuliano Bonfatti        | Democrazia Cristiana                    | 39 822  | 34,05 |  |  |  |  |  |
|                                                                                | Pietro Vergani ✔️ Eletto | Partito Comunista Italiano              | 32 809  | 28,06 |  |  |  |  |  |
|                                                                                | Italo Sinforiani         | Partito Socialista Italiano             | 22 406  | 19,16 |  |  |  |  |  |
|                                                                                | Giuseppe Faravelli       | Partito Socialista Democratico Italiano | 5 940   | 5,08  |  |  |  |  |  |
|                                                                                | Angelo Nicolato          | Movimento Sociale Italiano              | 5 405   | 4,62  |  |  |  |  |  |
|                                                                                | Luigi De Caro            | Partito Liberale Italiano               | 4 518   | 3,86  |  |  |  |  |  |
|                                                                                | Bruno De Leonibus        | Partito Nazionale Monarchico            | 2 567   | 2,20  |  |  |  |  |  |
|                                                                                | Carlo Garrone            | Partito Monarchico Popolare             | 1 554   | 1,33  |  |  |  |  |  |
|                                                                                | Nicolò Carandini         | PRI - PR                                | 1 338   | 1,14  |  |  |  |  |  |
|                                                                                | Francesco Brambilla      | Movimento Comunità                      | 579     | 0,50  |  |  |  |  |  |
| Totale                                                                         | Totale                   | Totale                                  | 116 938 | 100   |  |  |  |  |  |
|                                                                                |                          |                                         |         |       |  |  |  |  |  |
| Voti non validi                                                                | Voti non validi          | Voti non validi                         | 6 171   | 5,01  |  |  |  |  |  |
| Votanti                                                                        | Votanti                  | Votanti                                 | 123 109 | 97,67 |  |  |  |  |  |
| Elettori                                                                       | Elettori                 | Elettori                                | 126 043 |       |  |  |  |  |  |
|                                                                                |                          |                                         |         |       |  |  |  |  |  |
| Nota: quorum del 65% non raggiunto; ripartizione dei seggi a livello regionale |                          |                                         |         |       |  |  |  |  |  |
| Data: 25 maggio 1958                                                           |                          |                                         |         |       |  |  |  |  |  |
| Fonte: Ministero dell'interno                                                  |                          |                                         |         |       |  |  |  |  |  |

#### IV legislatura
|                                                                                | Pietro Vergani ✔️ Eletto | Partito Comunista Italiano                       | 37 212  | 30,79 |  |  |  |  |  |
|                                                                                | Pietro Ferreri           | Democrazia Cristiana                             | 34 563  | 28,60 |  |  |  |  |  |
|                                                                                | Cornelio Fietta          | Partito Socialista Italiano                      | 20 619  | 17,06 |  |  |  |  |  |
|                                                                                | B. Festari               | Partito Socialista Democratico Italiano          | 9 783   | 8,10  |  |  |  |  |  |
|                                                                                | C. Angeleri              | Partito Liberale Italiano                        | 9 618   | 7,96  |  |  |  |  |  |
|                                                                                | Laerte Crivellini        | Movimento Sociale Italiano                       | 4 149   | 3,43  |  |  |  |  |  |
|                                                                                | C. Bianchi               | Concentrazione di Unità Rurale                   | 2 501   | 2,07  |  |  |  |  |  |
|                                                                                | V. Federico              | Partito Democratico Italiano di Unità Monarchica | 1 697   | 1,40  |  |  |  |  |  |
|                                                                                | M. Razzini               | Partito Repubblicano Italiano                    | 696     | 0,58  |  |  |  |  |  |
| Totale                                                                         | Totale                   | Totale                                           | 120 838 | 100   |  |  |  |  |  |
|                                                                                |                          |                                                  |         |       |  |  |  |  |  |
| Voti non validi                                                                | Voti non validi          | Voti non validi                                  | 6 160   | 4,85  |  |  |  |  |  |
| Votanti                                                                        | Votanti                  | Votanti                                          | 126 998 | 97,03 |  |  |  |  |  |
| Elettori                                                                       | Elettori                 | Elettori                                         | 130 889 |       |  |  |  |  |  |
|                                                                                |                          |                                                  |         |       |  |  |  |  |  |
| Nota: quorum del 65% non raggiunto; ripartizione dei seggi a livello regionale |                          |                                                  |         |       |  |  |  |  |  |
| Data: 28 aprile 1963                                                           |                          |                                                  |         |       |  |  |  |  |  |
| Fonte: Ministero dell'interno                                                  |                          |                                                  |         |       |  |  |  |  |  |

#### V legislatura
|                                                                                | Vittorio Naldini ✔️ Eletto | PCI - PSIUP                   | 44 732  | 36,28 |  |  |  |  |  |
|                                                                                | A. Gregori                 | Democrazia Cristiana          | 40 954  | 33,21 |  |  |  |  |  |
|                                                                                | B. Festari                 | PSI-PSDI Unificati            | 22 364  | 18,14 |  |  |  |  |  |
|                                                                                | Salvatore De Rysky         | Partito Liberale Italiano     | 8 610   | 6,98  |  |  |  |  |  |
|                                                                                | B. Cerabolini              | Movimento Sociale Italiano    | 4 672   | 3,79  |  |  |  |  |  |
|                                                                                | F. Andreani                | Partito Repubblicano Italiano | 1 970   | 1,60  |  |  |  |  |  |
| Totale                                                                         | Totale                     | Totale                        | 123 302 | 100   |  |  |  |  |  |
|                                                                                |                            |                               |         |       |  |  |  |  |  |
| Voti non validi                                                                | Voti non validi            | Voti non validi               | 7 966   | 6,07  |  |  |  |  |  |
| Votanti                                                                        | Votanti                    | Votanti                       | 131 268 | 98,01 |  |  |  |  |  |
| Elettori                                                                       | Elettori                   | Elettori                      | 133 939 |       |  |  |  |  |  |
|                                                                                |                            |                               |         |       |  |  |  |  |  |
| Nota: quorum del 65% non raggiunto; ripartizione dei seggi a livello regionale |                            |                               |         |       |  |  |  |  |  |
| Data: 19 maggio 1968                                                           |                            |                               |         |       |  |  |  |  |  |
| Fonte: Ministero dell'interno                                                  |                            |                               |         |       |  |  |  |  |  |

#### VI legislatura
|                                                                                | Renato Cebrelli ✔️ Eletto | PCI - PSIUP                             | 42 862  | 34,15 |  |  |  |  |  |
|                                                                                | A. G. P. Ciacci           | Democrazia Cristiana                    | 41 580  | 33,13 |  |  |  |  |  |
|                                                                                | A. Biancardi              | Partito Socialista Italiano             | 16 965  | 13,52 |  |  |  |  |  |
|                                                                                | C. Dell'Acqua             | Movimento Sociale Italiano              | 7 439   | 5,93  |  |  |  |  |  |
|                                                                                | O. Restivo                | Partito Socialista Democratico Italiano | 7 238   | 5,77  |  |  |  |  |  |
|                                                                                | L. De Caro                | Partito Liberale Italiano               | 6 155   | 4,90  |  |  |  |  |  |
|                                                                                | Ruggero Tomaselli         | Partito Repubblicano Italiano           | 3 281   | 2,61  |  |  |  |  |  |
| Totale                                                                         | Totale                    | Totale                                  | 125 520 | 100   |  |  |  |  |  |
|                                                                                |                           |                                         |         |       |  |  |  |  |  |
| Voti non validi                                                                | Voti non validi           | Voti non validi                         | 6 287   | 4,77  |  |  |  |  |  |
| Votanti                                                                        | Votanti                   | Votanti                                 | 131 807 | 98,14 |  |  |  |  |  |
| Elettori                                                                       | Elettori                  | Elettori                                | 134 308 |       |  |  |  |  |  |
|                                                                                |                           |                                         |         |       |  |  |  |  |  |
| Nota: quorum del 65% non raggiunto; ripartizione dei seggi a livello regionale |                           |                                         |         |       |  |  |  |  |  |
| Data: 7 maggio 1972                                                            |                           |                                         |         |       |  |  |  |  |  |
| Fonte: Ministero dell'interno                                                  |                           |                                         |         |       |  |  |  |  |  |

#### VII legislatura
|                                                                                | Renato Cebrelli ✔️ Eletto | Partito Comunista Italiano              | 50 586  | 39,53 |  |  |  |  |  |
|                                                                                | Giorgio Rondini           | Democrazia Cristiana                    | 43 412  | 33,92 |  |  |  |  |  |
|                                                                                | Agostino Viviani          | Partito Socialista Italiano             | 15 887  | 12,41 |  |  |  |  |  |
|                                                                                | Giovanni Pierucci         | Movimento Sociale Italiano              | 5 265   | 4,11  |  |  |  |  |  |
|                                                                                | Onofrio Restivo           | Partito Socialista Democratico Italiano | 4 176   | 3,26  |  |  |  |  |  |
|                                                                                | Ruggero Tomaselli         | Partito Repubblicano Italiano           | 3 748   | 2,93  |  |  |  |  |  |
|                                                                                | Salvatore De Rysky        | Partito Liberale Italiano               | 2 317   | 1,81  |  |  |  |  |  |
|                                                                                | Giovanni Chiesa           | Democrazia Proletaria                   | 1 430   | 1,12  |  |  |  |  |  |
|                                                                                | Giancarlo Lancini         | Partito Radicale                        | 1 149   | 0,90  |  |  |  |  |  |
| Totale                                                                         | Totale                    | Totale                                  | 127 970 | 100   |  |  |  |  |  |
|                                                                                |                           |                                         |         |       |  |  |  |  |  |
| Voti non validi                                                                | Voti non validi           | Voti non validi                         | 4 544   | 3,43  |  |  |  |  |  |
| Votanti                                                                        | Votanti                   | Votanti                                 | 132 514 | 97,57 |  |  |  |  |  |
| Elettori                                                                       | Elettori                  | Elettori                                | 135 810 |       |  |  |  |  |  |
|                                                                                |                           |                                         |         |       |  |  |  |  |  |
| Nota: quorum del 65% non raggiunto; ripartizione dei seggi a livello regionale |                           |                                         |         |       |  |  |  |  |  |
| Data: 20 giugno 1976                                                           |                           |                                         |         |       |  |  |  |  |  |
| Fonte: Ministero dell'interno                                                  |                           |                                         |         |       |  |  |  |  |  |

#### VIII legislatura
|                                                                                | Armelino Milani ✔️ Eletto | Partito Comunista Italiano                   | 47 647  | 37,69 |  |  |  |  |  |
|                                                                                | Angelo Cordara            | Democrazia Cristiana                         | 43 147  | 34,13 |  |  |  |  |  |
|                                                                                | F. G. Dambrosio           | Partito Socialista Italiano                  | 15 213  | 12,03 |  |  |  |  |  |
|                                                                                | A. Gabba                  | Partito Socialista Democratico Italiano      | 4 598   | 3,64  |  |  |  |  |  |
|                                                                                | Giovanni Pierucci         | Movimento Sociale Italiano                   | 4 561   | 3,61  |  |  |  |  |  |
|                                                                                | Onofrio Restivo           | Partito Liberale Italiano                    | 3 609   | 2,85  |  |  |  |  |  |
|                                                                                | Adriano Buzzati Traverso  | Partito Radicale                             | 3 402   | 2,69  |  |  |  |  |  |
|                                                                                | Ruggero Tomaselli         | Partito Repubblicano Italiano                | 3 211   | 2,54  |  |  |  |  |  |
|                                                                                | Emilio Agazzi             | Nuova Sinistra Unita                         | 659     | 0,52  |  |  |  |  |  |
|                                                                                | V. Tireni                 | Costituente di Destra - Democrazia Nazionale | 376     | 0,30  |  |  |  |  |  |
| Totale                                                                         | Totale                    | Totale                                       | 126 423 | 100   |  |  |  |  |  |
|                                                                                |                           |                                              |         |       |  |  |  |  |  |
| Voti non validi                                                                | Voti non validi           | Voti non validi                              | 5 849   | 4,42  |  |  |  |  |  |
| Votanti                                                                        | Votanti                   | Votanti                                      | 132 272 | 96,80 |  |  |  |  |  |
| Elettori                                                                       | Elettori                  | Elettori                                     | 136 644 |       |  |  |  |  |  |
|                                                                                |                           |                                              |         |       |  |  |  |  |  |
| Nota: quorum del 65% non raggiunto; ripartizione dei seggi a livello regionale |                           |                                              |         |       |  |  |  |  |  |
| Data: 3 giugno 1979                                                            |                           |                                              |         |       |  |  |  |  |  |
| Fonte: Ministero dell'interno                                                  |                           |                                              |         |       |  |  |  |  |  |

#### IX legislatura
|                                                                                | Armelino Milani ✔️ Eletto  | Partito Comunista Italiano              | 43 200  | 35,64 |  |  |  |  |  |
|                                                                                | Angelo Cordara             | Democrazia Cristiana                    | 36 532  | 30,14 |  |  |  |  |  |
|                                                                                | Renato Garibaldi ✔️ Eletto | Partito Socialista Italiano             | 17 375  | 14,33 |  |  |  |  |  |
|                                                                                | Attilio Rigamonti          | Partito Repubblicano Italiano           | 5 780   | 4,77  |  |  |  |  |  |
|                                                                                | Giandavino Duè             | Movimento Sociale Italiano              | 5 780   | 4,77  |  |  |  |  |  |
|                                                                                | Giuseppe Cerri             | Partito Socialista Democratico Italiano | 4 328   | 3,57  |  |  |  |  |  |
|                                                                                | Salvatore De Rysky         | Partito Liberale Italiano               | 3 943   | 3,25  |  |  |  |  |  |
|                                                                                | Giancarlo Lancini          | Partito Radicale                        | 2 116   | 1,75  |  |  |  |  |  |
|                                                                                | Maria Luisa Galli          | Democrazia Proletaria                   | 1 751   | 1,44  |  |  |  |  |  |
|                                                                                | Rosa Bonfanti              | Partito Cristiano Azione Sociale        | 206     | 0,17  |  |  |  |  |  |
|                                                                                | Umberto Bossi              | Lista per Trieste                       | 198     | 0,16  |  |  |  |  |  |
| Totale                                                                         | Totale                     | Totale                                  | 121 209 | 100   |  |  |  |  |  |
|                                                                                |                            |                                         |         |       |  |  |  |  |  |
| Voti non validi                                                                | Voti non validi            | Voti non validi                         | 9 259   | 7,10  |  |  |  |  |  |
| Votanti                                                                        | Votanti                    | Votanti                                 | 130 468 | 94,40 |  |  |  |  |  |
| Elettori                                                                       | Elettori                   | Elettori                                | 138 212 |       |  |  |  |  |  |
|                                                                                |                            |                                         |         |       |  |  |  |  |  |
| Nota: quorum del 65% non raggiunto; ripartizione dei seggi a livello regionale |                            |                                         |         |       |  |  |  |  |  |
| Data: 26 giugno 1983                                                           |                            |                                         |         |       |  |  |  |  |  |
| Fonte: Ministero dell'interno                                                  |                            |                                         |         |       |  |  |  |  |  |

#### X legislatura
|                                                                                | Antonio Giolitti ✔️ Eletto | Partito Comunista Italiano              | 39 891  | 31,38 |  |  |  |  |  |
|                                                                                | Mario Viganò               | Democrazia Cristiana                    | 39 168  | 30,81 |  |  |  |  |  |
|                                                                                | Renato Garibaldi           | Partito Socialista Italiano             | 22 366  | 17,59 |  |  |  |  |  |
|                                                                                | Giandavino Duè             | Movimento Sociale Italiano              | 5 817   | 4,58  |  |  |  |  |  |
|                                                                                | Angelo Lepore              | Partito Repubblicano Italiano           | 3 938   | 3,10  |  |  |  |  |  |
|                                                                                | R. C. Grandini             | Partito Socialista Democratico Italiano | 3 232   | 2,54  |  |  |  |  |  |
|                                                                                | A. Moggi                   | Lista Verde                             | 3 131   | 2,46  |  |  |  |  |  |
|                                                                                | Giancarlo Lancini          | Partito Radicale                        | 3 003   | 2,36  |  |  |  |  |  |
|                                                                                | E. Canelli                 | Partito Liberale Italiano               | 2 509   | 1,97  |  |  |  |  |  |
|                                                                                | Ludovico Geymonat          | Democrazia Proletaria                   | 2 084   | 1,64  |  |  |  |  |  |
|                                                                                | A. Arizzi                  | Lega Lombarda                           | 1 043   | 0,82  |  |  |  |  |  |
|                                                                                | V. Cantalupo               | Liga Veneta-Pensionati Uniti            | 821     | 0,65  |  |  |  |  |  |
|                                                                                | A. Campo                   | Alleanza Popolare Pensionati            | 133     | 0,10  |  |  |  |  |  |
| Totale                                                                         | Totale                     | Totale                                  | 127 136 | 100   |  |  |  |  |  |
|                                                                                |                            |                                         |         |       |  |  |  |  |  |
| Voti non validi                                                                | Voti non validi            | Voti non validi                         | 7 409   | 5,51  |  |  |  |  |  |
| Votanti                                                                        | Votanti                    | Votanti                                 | 134 545 | 95,26 |  |  |  |  |  |
| Elettori                                                                       | Elettori                   | Elettori                                | 141 247 |       |  |  |  |  |  |
|                                                                                |                            |                                         |         |       |  |  |  |  |  |
| Nota: quorum del 65% non raggiunto; ripartizione dei seggi a livello regionale |                            |                                         |         |       |  |  |  |  |  |
| Data: 14 giugno 1987                                                           |                            |                                         |         |       |  |  |  |  |  |
| Fonte: Ministero dell'interno                                                  |                            |                                         |         |       |  |  |  |  |  |

#### XI legislatura
|                                                                                | Mario Viganò                    | Democrazia Cristiana                    | 28 799  | 22,06 |  |  |  |  |  |
|                                                                                | Gianfranco Miglio               | Lega Lombarda                           | 24 663  | 18,89 |  |  |  |  |  |
|                                                                                | Pierangelo Giovanolla ✔️ Eletto | Partito Democratico della Sinistra      | 20 332  | 15,58 |  |  |  |  |  |
|                                                                                | Renato Garibaldi                | Partito Socialista Italiano             | 17 558  | 13,45 |  |  |  |  |  |
|                                                                                | Clemente Ferrario               | Partito della Rifondazione Comunista    | 9 403   | 7,20  |  |  |  |  |  |
|                                                                                | Vito Consiglio                  | Movimento Sociale Italiano              | 4 775   | 3,66  |  |  |  |  |  |
|                                                                                | Angelo Lepore                   | Partito Repubblicano Italiano           | 4 717   | 3,61  |  |  |  |  |  |
|                                                                                | Baldo Romeri                    | Federazione dei Verdi                   | 3 577   | 2,74  |  |  |  |  |  |
|                                                                                | Giulio Bonfadini                | Lega Alpina Lumbarda                    | 3 140   | 2,41  |  |  |  |  |  |
|                                                                                | Leonida Santamaria              | Partito Liberale Italiano               | 2 882   | 2,21  |  |  |  |  |  |
|                                                                                | Gillo Dorfles                   | Lista Marco Pannella                    | 2 218   | 1,70  |  |  |  |  |  |
|                                                                                | Giuseppe Aleffi                 | Partito Socialista Democratico Italiano | 1 878   | 1,44  |  |  |  |  |  |
|                                                                                | Francesco Spallina              | Partito Pensionati                      | 1 780   | 1,36  |  |  |  |  |  |
|                                                                                | Giuseppe Frattini               | La Lega Casalinghe-Pensionati           | 1 480   | 1,13  |  |  |  |  |  |
|                                                                                | Gianpietro Federici             | Lega Lombardia Europea                  | 1 033   | 0,79  |  |  |  |  |  |
|                                                                                | Cesare De Ferrari               | Sì Referendum                           | 969     | 0,74  |  |  |  |  |  |
|                                                                                | Maurizio Vanzulli               | Alleanza Lombarda Autonomia             | 784     | 0,60  |  |  |  |  |  |
|                                                                                | Alvise Zobbio                   | Caccia Pesca Ambiente                   | 307     | 0,24  |  |  |  |  |  |
|                                                                                | Umberto Mori                    | Federalismo - Pensionati Uomini Vivi    | 124     | 0,09  |  |  |  |  |  |
|                                                                                | Attilio Carelli                 | Movimento Fascismo e Libertà            | 104     | 0,08  |  |  |  |  |  |
| Totale                                                                         | Totale                          | Totale                                  | 130 533 | 100   |  |  |  |  |  |
|                                                                                |                                 |                                         |         |       |  |  |  |  |  |
| Voti non validi                                                                | Voti non validi                 | Voti non validi                         | 7 899   | 5,71  |  |  |  |  |  |
| Votanti                                                                        | Votanti                         | Votanti                                 | 138 432 | 93,27 |  |  |  |  |  |
| Elettori                                                                       | Elettori                        | Elettori                                | 148 413 |       |  |  |  |  |  |
|                                                                                |                                 |                                         |         |       |  |  |  |  |  |
| Nota: quorum del 65% non raggiunto; ripartizione dei seggi a livello regionale |                                 |                                         |         |       |  |  |  |  |  |
| Data: 5 aprile 1992                                                            |                                 |                                         |         |       |  |  |  |  |  |
| Fonte: Ministero dell'interno                                                  |                                 |                                         |         |       |  |  |  |  |  |

## 1993-2005

### Territorio
Il collegio di Pavia era uno dei 35 collegi uninominali in cui era suddivisa la Lombardia; come previsto dal D.Lgs. del 20 dicembre 1993 n. 535, era interamente compreso nella provincia di Pavia e comprendeva i seguenti comuni: Albaredo Arnaboldi, Albuzzano, Arena Po, Badia Pavese, Bagnaria, Barbianello, Bascapè, Belgioioso, Borgarello, Borgo Priolo, Borgoratto Mormorolo, Bornasco, Bosnasco, Brallo di Pregola, Bressana Bottarone, Broni, Calvignano, Campospinoso, Canevino, Canneto Pavese, Casanova Lonati, Casatisma, Castana, Casteggio, Cava Manara, Cecima, Ceranova, Certosa di Pavia, Chignolo Po, Cignogola, Codevilla, Copiano, Corteolona, Corvino San Quirico,  Costa de' Nobili, Cura Carpignano, Filighera, Fortunago, Genzone, Gerenzago, Giussago, Godiasco Salice Terme, Golferenzo, Inverno e Monteleone, Landriano, Lardirago, Linarolo, Lirio, Magherno, Marcignago, Marzano, Menconico, Mezzanino, Miradolo Terme, Montalto Pavese, Montecalvo Versiggia, Montescano, Montesegale, Monticelli Pavese, Montù Beccaria, Mornico Losana, Oliva Gessi, Pavia, Pietra de' Giorgi, Pieve Porto Morone, Pinarolo Po, Ponte Nizza, Portalbera, Rea, Redavalle, Retorbido, Rivanazzano Terme, Robecco Pavese, Rocca de' Giorgi, Rocca Susella, Rognano, Romagnese, Roncaro, Rovescala, Ruino, San Cipriano Po, San Damiano al Colle, San Genesio ed Uniti, San Martino Siccomario, Santa Cristina e Bissone, Santa Giuletta, Sant'Alessio con Vialone, Santa Margherita di Staffora, Santa Maria della Versa, San Zenone al Po, Siziano, Spessa, Stradella, Torrazza Coste, Torre d'Arese, Torre de' Negri, Torrevecchia Pia, Torricella Verzate, Travacò Siccomario, Trivolzio, Val di Nizza, Valle Salimbene, Valverde, Varzi, Vellezzo Bellini, Verretto, Verrua Po, Vidigulfo, Villanterio, Vistarino, Volpara, Zavattarello, Zeccone, Zenevredo e Zerbo.

### Eletti
| Elezione | Elezione | Senatore           | Partito                 |
| -------- | -------- | ------------------ | ----------------------- |
|          | 1994     | Giampiero Beccaria | Polo delle Libertà (FI) |
|          | 1996     | Tullio Montagna    | L'Ulivo (PDS)           |
|          | 2001     | Luigi Fabbri       | Casa delle Libertà (FI) |

### Dati elettorali

#### XII legislatura
|                               | Giampiero Beccaria ✔️ Eletto | Polo delle Libertà           | 69 653  | 41,99 |  |  |  |  |  |
|                               | Lorenzo Rampa                | Progressisti                 | 41 662  | 25,12 |  |  |  |  |  |
|                               | Levis Dondi                  | Patto per l'Italia           | 18 645  | 11,24 |  |  |  |  |  |
|                               | Ubaldo Prati                 | Alleanza Nazionale           | 13 597  | 8,20  |  |  |  |  |  |
|                               | Maria Folino Mandelli        | Lega Alpina Lumbarda         | 7 692   | 4,64  |  |  |  |  |  |
|                               | Luciano Arosio               | Lista Pannella-Riformatori   | 7 326   | 4,42  |  |  |  |  |  |
|                               | Teresa Calvi                 | Partito Pensionati           | 4 219   | 2,54  |  |  |  |  |  |
|                               | Agnese Vecchiato             | Lega di Angela Bossi         | 1 919   | 1,16  |  |  |  |  |  |
|                               | Paolina Zambelli             | Partito della Legge Naturale | 1 161   | 0,70  |  |  |  |  |  |
| Totale                        | Totale                       | Totale                       | 165 874 | 100   |  |  |  |  |  |
|                               |                              |                              |         |       |  |  |  |  |  |
| Voti non validi               | Voti non validi              | Voti non validi              | 12 021  | 6,76  |  |  |  |  |  |
| Votanti                       | Votanti                      | Votanti                      | 177 895 | 99,94 |  |  |  |  |  |
| Elettori                      | Elettori                     | Elettori                     | 178 000 |       |  |  |  |  |  |
|                               |                              |                              |         |       |  |  |  |  |  |
| Data: 27-28 marzo 1994        |                              |                              |         |       |  |  |  |  |  |
| Fonte: Ministero dell'interno |                              |                              |         |       |  |  |  |  |  |

#### XIII legislatura
|                               | Tullio Montagna ✔️ Eletto | L'Ulivo                                  | 60 997  | 37,02 |  |  |  |  |  |
|                               | Giampiero Beccaria        | Polo per le Libertà                      | 56 990  | 34,58 |  |  |  |  |  |
|                               | Livio Verderio            | Lega Nord                                | 31 584  | 19,17 |  |  |  |  |  |
|                               | Renato Garibaldi          | Partito Socialista                       | 4 552   | 2,76  |  |  |  |  |  |
|                               | Giuseppe Caruso           | Lista Pannella-Sgarbi                    | 4 089   | 2,48  |  |  |  |  |  |
|                               | Marco Bersotti            | Lega per l'Autonomia - Alleanza Lombarda | 2 688   | 1,63  |  |  |  |  |  |
|                               | Maurilio Mariani          | Movimento Sociale Fiamma Tricolore       | 2 489   | 1,51  |  |  |  |  |  |
|                               | Antonio Fausto Gala       | Federazione Liste Civiche                | 1 400   | 0,85  |  |  |  |  |  |
| Totale                        | Totale                    | Totale                                   | 164 789 | 100   |  |  |  |  |  |
|                               |                           |                                          |         |       |  |  |  |  |  |
| Voti non validi               | Voti non validi           | Voti non validi                          | 11 109  | 6,32  |  |  |  |  |  |
| Votanti                       | Votanti                   | Votanti                                  | 175 898 | 89,28 |  |  |  |  |  |
| Elettori                      | Elettori                  | Elettori                                 | 197 026 |       |  |  |  |  |  |
|                               |                           |                                          |         |       |  |  |  |  |  |
| Data: 21 aprile 1996          |                           |                                          |         |       |  |  |  |  |  |
| Fonte: Ministero dell'interno |                           |                                          |         |       |  |  |  |  |  |

#### XIV legislatura
|                               | Luigi Fabbri ✔️ Eletto     | Casa delle Libertà                       | 73 423  | 44,80 |  |  |  |  |  |
|                               | Tullio Montagna            | L'Ulivo                                  | 57 115  | 34,85 |  |  |  |  |  |
|                               | Emma Costanza Pace         | Partito della Rifondazione Comunista     | 9 307   | 5,68  |  |  |  |  |  |
|                               | Giovanmaria Pedersoli      | Lega per l'Autonomia - Alleanza Lombarda | 5 828   | 3,56  |  |  |  |  |  |
|                               | Vincenzo Vigna             | Lista Di Pietro                          | 4 689   | 2,86  |  |  |  |  |  |
|                               | Guido Rizzi                | Lista Pannella-Bonino                    | 4 272   | 2,61  |  |  |  |  |  |
|                               | Giorgio Crispini           | Democrazia Europea                       | 2 208   | 1,35  |  |  |  |  |  |
|                               | Gianfranco La Vizzera      | Fiamma Tricolore                         | 2 098   | 1,28  |  |  |  |  |  |
|                               | Enzo Maria Giovanni Casali | Va' Pensiero Padania                     | 2 004   | 1,22  |  |  |  |  |  |
|                               | Emilia Fermi               | Partito Pensionati                       | 1 895   | 1,16  |  |  |  |  |  |
|                               | Walter Giuseppe Carena     | Forza Nuova                              | 456     | 0,28  |  |  |  |  |  |
|                               | Diego Alberti              | Partito Liberal-Popolare                 | 346     | 0,21  |  |  |  |  |  |
|                               | Ugo Claudio Maggioni       | Liberaldemocratici Basta                 | 261     | 0,16  |  |  |  |  |  |
| Totale                        | Totale                     | Totale                                   | 163 902 | 100   |  |  |  |  |  |
|                               |                            |                                          |         |       |  |  |  |  |  |
| Voti non validi               | Voti non validi            | Voti non validi                          | 12 944  | 7,32  |  |  |  |  |  |
| Votanti                       | Votanti                    | Votanti                                  | 176 846 | 86,75 |  |  |  |  |  |
| Elettori                      | Elettori                   | Elettori                                 | 203 856 |       |  |  |  |  |  |
|                               |                            |                                          |         |       |  |  |  |  |  |
| Data: 13 maggio 2001          |                            |                                          |         |       |  |  |  |  |  |
| Fonte: Ministero dell'interno |                            |                                          |         |       |  |  |  |  |  |